# Zas
Zas ist ein Ort und ein Municipio in der Provinz A Coruña in der Autonomen Gemeinschaft Galicien in Spanien. Die Gemeinde grenzt an die Munizipien Coristanco, Santa Comba, Mazaricos, Vimianzo, Laxe und Cabana de Bergantiños.

## Bevölkerungsentwicklung der Gemeinde
Quelle: INE-Archiv – grafische Aufarbeitung für Wikipedia

## Gemeindegliederung
Die Gemeinde Zas ist in 16 Parroquias gegliedert:
| Parroquias             | Patrozinium  | Einwohner 2024 | Fläche km² | Dichte Einw./km² | Höhe msnm | Ortskennzahl |
| ---------------------- | ------------ | -------------- | ---------- | ---------------- | --------- | ------------ |
| O Allo                 | San Pedro    | 156            | 6,38       | 24               | 189       | 15093010000  |
| Baio                   | Santa María  | 1.209          | 8,29       | 146              | 177       | 15093020000  |
| Brandomil              | San Pedro    | 209            | 8,74       | 24               | 301       | 15093030000  |
| Brandoñas              | Santa María  | 68             | 8,09       | 8                | 303       | 15093040000  |
| Carreira               | Santiago     | 152            | 4,79       | 32               | 265       | 15093050000  |
| Gándara                | Santa María  | 326            | 13,23      | 25               | 213       | 15093070000  |
| Lamas                  | Santa María  | 275            | 9,61       | 29               | 187       | 15093080000  |
| Loroño                 | Santiago     | 161            | 3,90       | 41               | 216       | 15093090000  |
| Mira                   | Santa María  | 186            | 10,36      | 18               | 223       | 15093110000  |
| Muíño                  | San Tirso    | 224            | 12,44      | 18               | 338       | 15093120000  |
| San Cremenzo de Pazos  | San Cremenzo | 162            | 8,99       | 18               | 207       | 15093130000  |
| San Martiño de Meanos  | San Martiño  | 397            | 15,55      | 26               | 379       | 15093100000  |
| Santa Sía de Roma      | Santa Sía    | 64             | 7,67       | 8                | 0         | 15093140000  |
| Santo Adrián de Castro | Santo Adrián | 126            | 4,50       | 28               | 244       | 15093060000  |
| Vilar                  | San Pedro    | 190            | 6,11       | 31               | 354       | 15093150000  |
| Zas                    | Santo André  | 403            | 4,46       | 90               | 222       | 15093160000  |

## Wirtschaft
| Ackerbau, Viehzucht und Fischerei                                                  | 0219  | 014,13 |
| Industrie                                                                          | 0202  | 013,03 |
| Bauwirtschaft                                                                      | 0247  | 015,94 |
| Dienstleistungsbetriebe                                                            | 0882  | 056,90 |
| Total                                                                              | 1.550 | 100,00 |
| * Daten aus dem Statistischen Amt für Wirtschaftliche Entwicklung in Galicien, IGE |       |        |

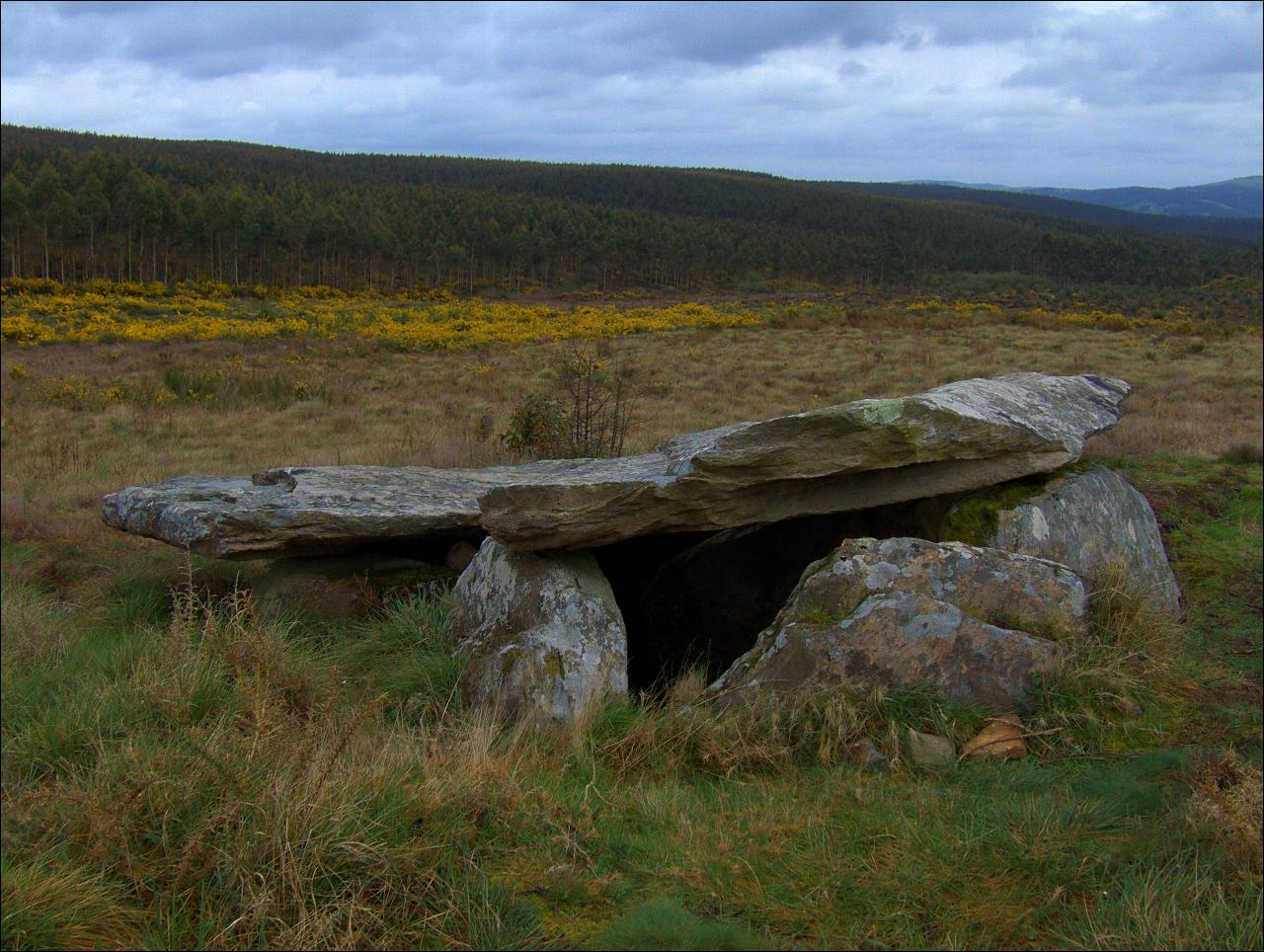
Dolmen Arca da Piosa
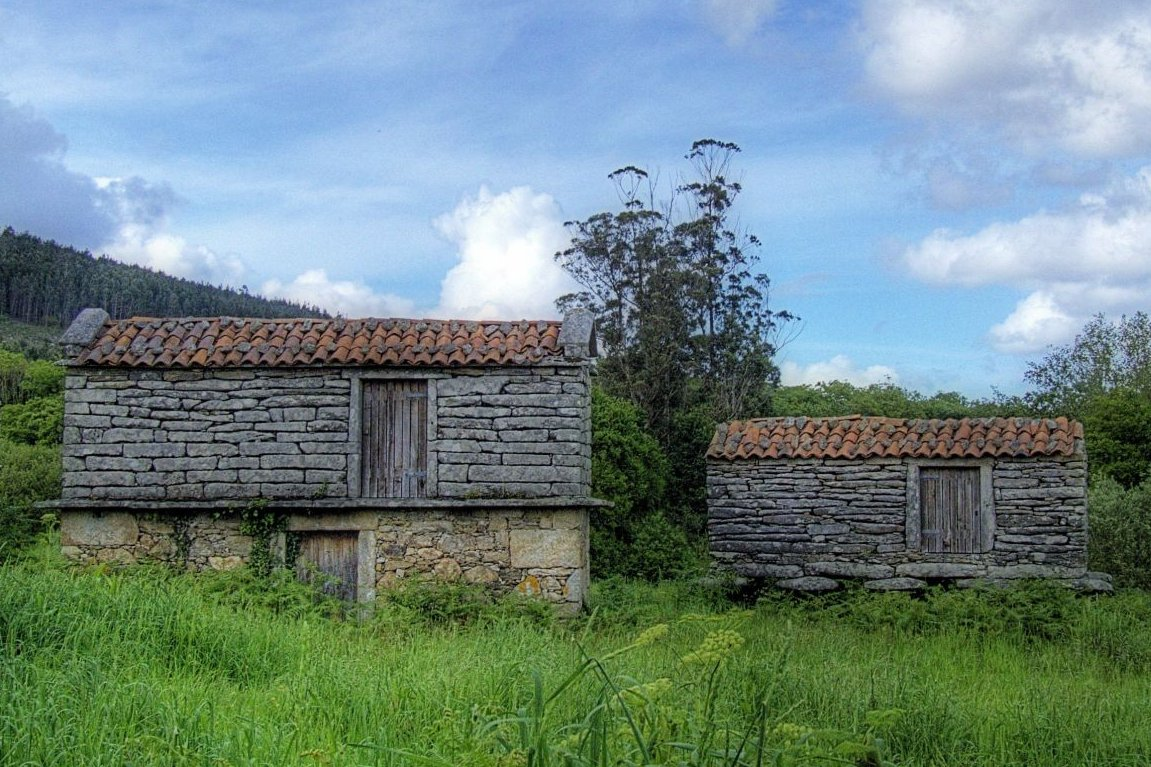
Hórreos in Torres do Allo
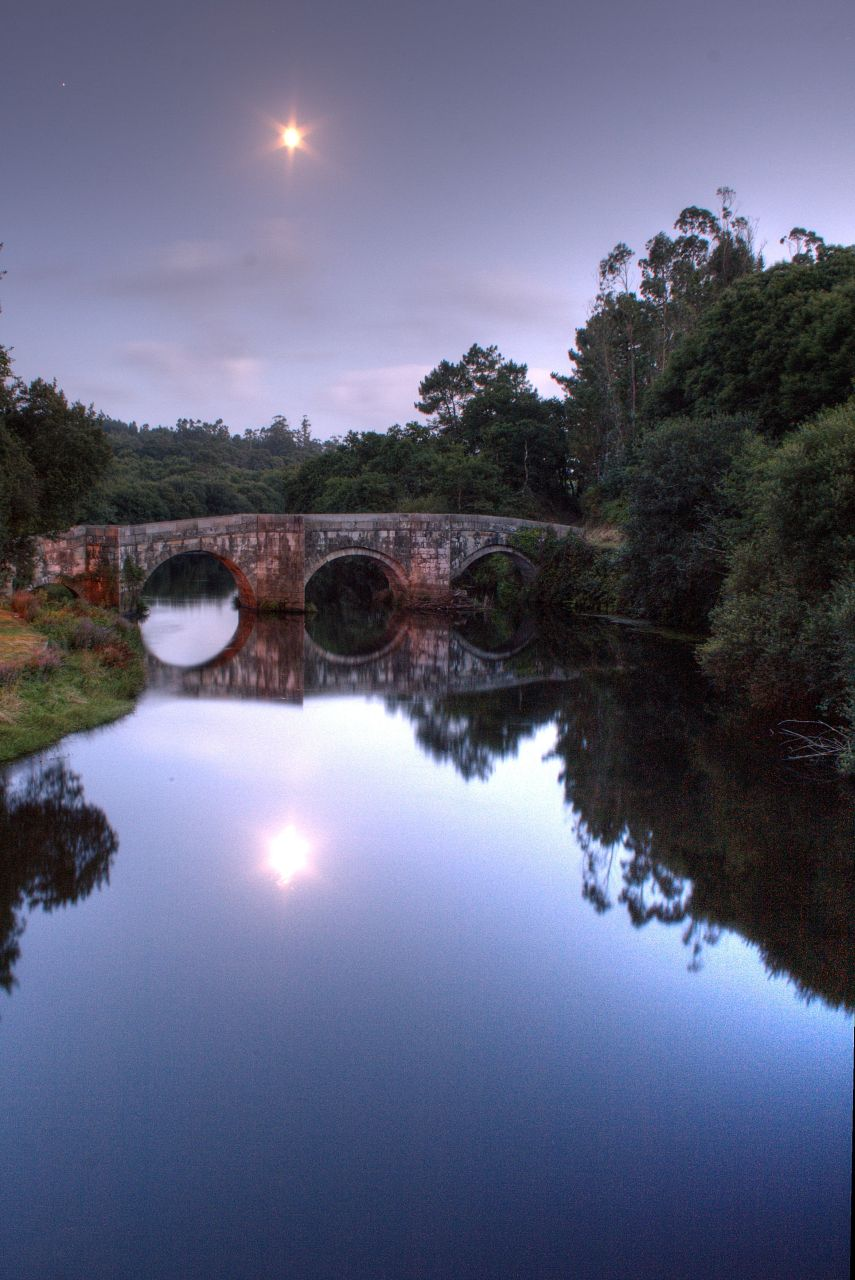
Brücke von Brandomil